# The Plant List
The Plant List es una lista de los nombres botánicos de las especies de plantas, disponibles en la World Wide Web. Fue creado por el Real Jardín Botánico de Kew y el Jardín Botánico de Misuri. Pretende ser exhaustiva, es decir, se ocupa de todos los nombres conocidos de las especies.
Hay un proyecto complementario denominado International Plant Names Index, en el que también participa Kew. El IPNI tiene como objetivo proporcionar los detalles de la publicación y no pretende determinar que nombres de especies se aceptan. Nombres recién publicados se agregan automáticamente a partir de IPNI a la Lista Mundial de las Familias de plantas seleccionadas, una base de datos que subyace a The Plant List.

## Hallazgos
La lista de plantas tiene 1.040.426 nombres científicos de especies de plantas incluidas. 298.900 son nombres de las especies aceptadas, pertenecientes a 620 familias de plantas y 16.167 géneros. La Lista de Plantas acepta aproximadamente 300.000 especies únicas, con 477.000 sinónimos de estas especies, lo que significa que muchas habían sido "redescubiertas" y rebautizadas varias veces por los botánicos. Al igual que en 2012 la lista de plantas ha determinado que otros 263.000 nombres están sin resolver, lo que significa que los botánicos han sido hasta ahora incapaces de determinar si son una especie separada o una duplicación de las 300.000 especies únicas.

## La atención pública
The Plant List ha atraído la atención de los medios de comunicación por su enfoque integral. Fox News destacó el número de sinónimos encontrados, sugiriendo que esto reflejaba una "sorprendente merma" de la biodiversidad en la tierra ". The Plant List atrajo también la atención por la construcción sobre la labor de naturalista inglés Charles Darwin. Un listado de plantas titulado Index Kewensis fue iniciado por Darwin en 1880. Kew ha añadido un promedio de 6000 especies cada año desde que se publicó por primera vez con 400.000 nombres de especies.